# João Baptista de Oliveira Figueiredo

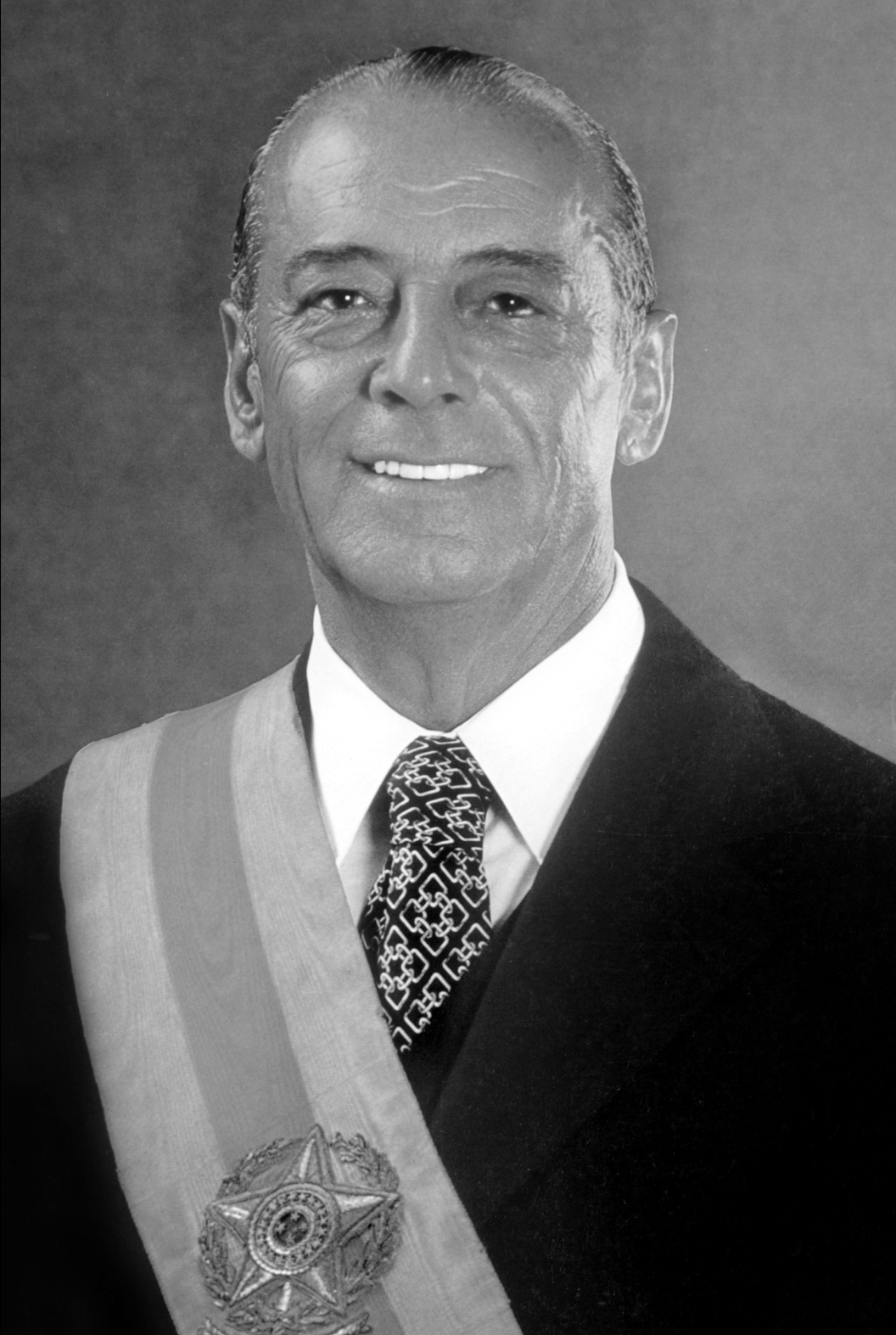
João Baptista de Oliveira Figueiredo

João Baptista de Oliveira Figueiredo [ˈʒwɐ̃w̃ baˈt͡ʃistɐ dʒi oliˈvejɾɐ figejˈɾedu] (* 15. Januar 1918 in Rio de Janeiro; † 24. Dezember 1999 ebenda) war ein brasilianischer Offizier und Politiker. Von 1979 bis 1985 amtierte er als Staatspräsident.

## Leben
Von 1955 bis 1957 war Figueiredo Militärattaché in Paraguay. 1961 wurde er in den Nationalen Sicherheitsrat berufen. Während der Präsidentschaft von General Emílio Médici leitete er dessen militärischen Stab. 1974 wurde er Leiter des Geheimdienstes Serviço Nacional de Informações (SNI).
Von Staatspräsident Ernesto Geisel, der Médici 1974 abgelöst hatte, wurde er zum Nachfolger ausgewählt. Seine Wahl durch den von der Regierungspartei Aliança Renovadora Nacional (ARENA) dominierten Kongress war eine reine Formsache. Figueiredo übte das Amt vom 15. März 1979 bis zum 15. März 1985 aus. Als Präsident führte er die durch Geisel begonnene Demokratisierung des Landes weiter, gewährte politischen Exilanten Amnestie, liberalisierte Wahlrecht und Pressezensur und reformierte das bisherige Einparteiensystem, wodurch neue Parteien entstanden.
Aufgrund der schlechten wirtschaftlichen Lage Brasiliens wurde João Figueiredo zunehmend unbeliebt. 1983 kam es zu ersten Demonstrationen, die die Rückkehr zur Demokratie und eine demokratische Wahl des Präsidenten forderten. Er stellte sich dagegen, doch die Opposition unter Tancredo Neves setzte sich im brasilianischen Kongress durch und wählte Neves 1985 zu seinem Nachfolger.

## Auszeichnungen
- 1972: Großkreuz des Ritterordens von Avis
- 1973: Großkreuz des Christusordens
- 1978: Großkreuz des Ordens des Infanten Dom Henrique
- 1981: Collane des Ordens des heiligen Jakob vom Schwert